# Zamek w Suczawie

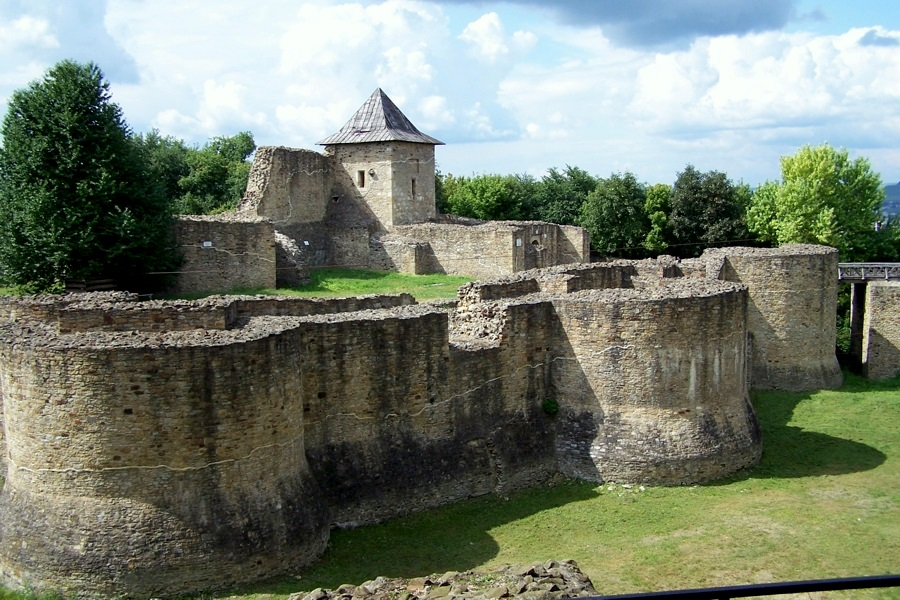
Widok na zamek - biała linia oddziela część zachowaną od rekonstrukcji

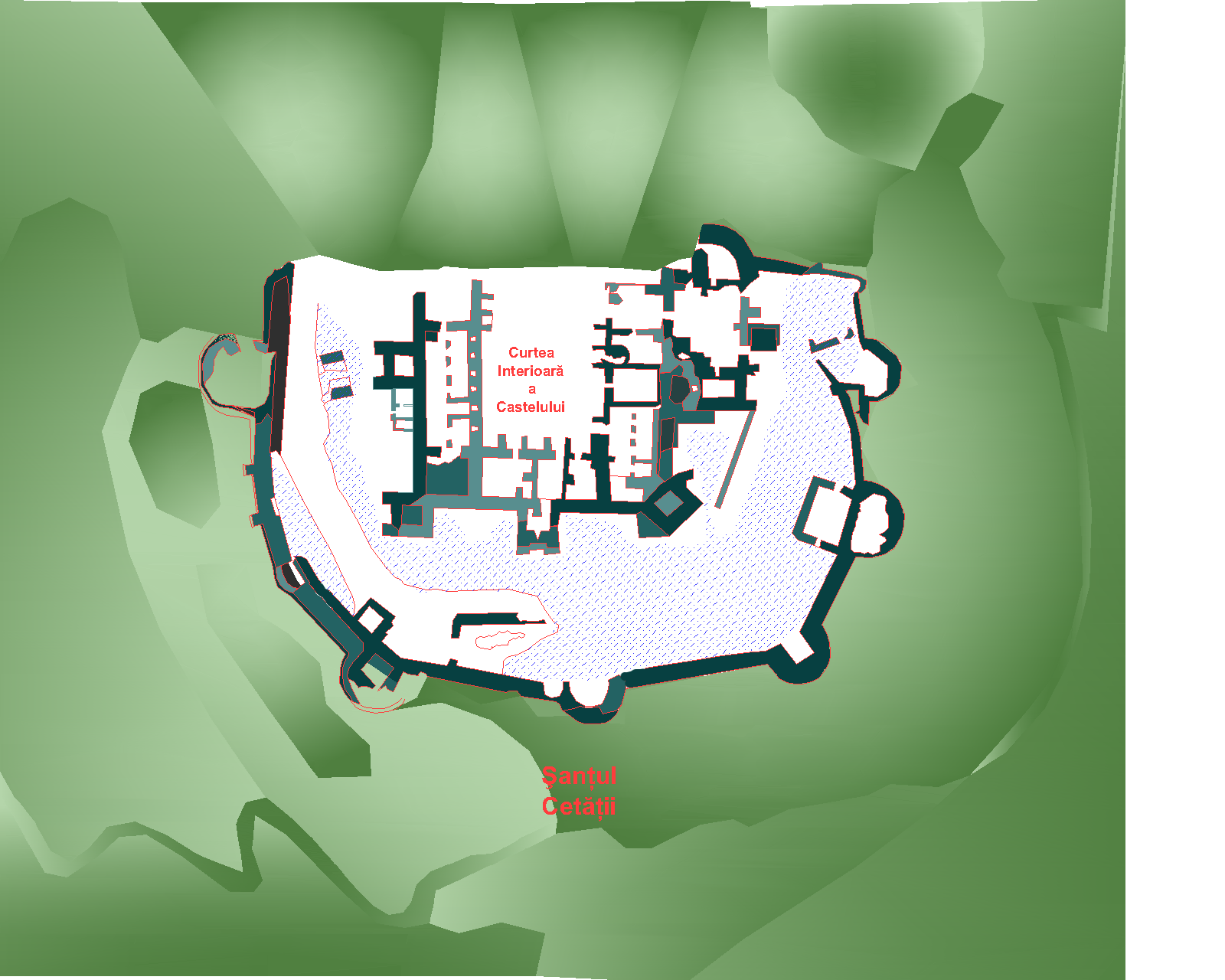
Plan twierdzy

Zamek w Suczawie (zwana też twierdzą tronową, rum. Cetatea de Scaun) – zamek pochodzący z końca XIV w., rozbudowany w XV w., zniszczony w XVII w., obecnie w ruinie, znajdujący się w Suczawie w północnej Rumunii, na Bukowinie. 
Zamek na wzgórzu panującym nad Suczawą wzniósł w końcu XIV w. hospodar mołdawski Piotr Muszat, który przeniósł tutaj siedzibę książęcą. Pierwotna budowla miała kształt czworoboku (który jest do dzisiaj rozpoznawalny w centrum założenia), obejmowała zabudowania mieszkalne oraz kaplicę. W drugiej połowie XV w. rozbudowy zamku dokonał Stefan Wielki, który wzniósł nowe potężne fortyfikacje, poszerzając obręb zamku. Powstała w ten sposób twierdza za życia Stefana skutecznie opierała się wszelkim najeźdźcom (m.in. dwukrotnie Turkom, a w 1497 bezskutecznie oblegali ją Polacy pod wodzą Jana Olbrachta), dopiero w 1538 r. została wydana przez bojarów wojskom Sulejmana Wspaniałego. 
Podczas walk wewnętrznych w połowie XVI w. zamek został spalony, jego odbudowy dokonał w pierwszej połowie XVII w. hospodar Bazyli Lupu. Już wkrótce jednak (w 1653 r.) ponownie została zniszczona podczas interwencji sąsiadów przeciwko Bazylemu, wskutek której został pozbawiony tronu (podczas obrony zamku zginął Tymofiej Chmielnicki). Ostatecznie dzieła zniszczenia dokonał wybuch w twierdzy w 1675 r. Odtąd zamek pozostaje w ruinie. W XX w. ruina zamku została częściowo odbudowana i poddana konserwacji.

## Literatura
- W. Korsak, J. Tokarski, Rumunia, Pascal 2004, s. 203-204.
- Ł. Galusek, M. Jurecki, A. Dumitru, Rumunia. Mozaika w żywych kolorach, Bezdroża 2004, s. 149-150.
- M. Jurecki, Bukowina. Kraina łagodności, Bezdroża 2001, s. 182-183.
- R. Brykowski, T. Chrzanowski, M. Kornecki, Sztuka Rumunii, Ossolineum 1979, s. 66, 67, 69.
- J. Demel, Historia Rumunii, Ossolineum 1970, s. 117, 135, 138, 147, 200-201.